# Riegersburg (Gemeinde Hardegg)
Riegersburg ist eine Ortschaft und Katastralgemeinde in Hardegg in Niederösterreich. Die Ortschaft hat 241 Einwohner (Stand 1. Jänner 2024). Bis Ende 1968 war Riegersburg eine selbständige Gemeinde.

## Geschichte
Die Gründung der Siedlung wird einem Hruodiger zugeschrieben, der an dieser Stelle ein festes Haus errichtete, wie urkundliche Nennungen bezeugen: 1390 wird ein „Haws zu dem Rugs“ und 1427 eine „veste zum Ruegers“ genannt, war als „kleine Burg des Rüdiger“ zu verstehen ist. Im 15. Jahrhundert gelangte die Herrschaft samt der Burg an die Herren von Eitzing und später an die Prueschenk.
Mit 1. Jänner 1969 schlossen sich die bis dahin selbständigen Gemeinden Felling, Mallersbach, Pleißing und Riegersburg zur neuen Gemeinde Riegersburg-Pleißing zusammen. Mit 1. Jänner 1972 wurde Riegersburg-Pleißing gemeinsam mit Merkersdorf nach Hardegg eingegliedert.
Im Jahr 1993 wurde im Riegersburger Schloss die Niederösterreichische Landesausstellung „Familie – Ideal und Realität“ gezeigt.

## Sehenswürdigkeiten
- Schloss Ruegers (früher: Schloss Riegersburg)

## Persönlichkeiten
- Hermann-Josef Weidinger (1918–2004), „Kräuterpfarrer“, wurde in Riegersburg geboren